# Большекибеевское сельское поселение
Большекибеевское сельское поселение — упразднённое муниципальное образование (сельское поселение) в составе Килемарского района Марий Эл Российской Федерации. 
Административный центр поселения — деревня Большое Кибеево.

## История
Образовано к 2005 году. В 2022 году сельское поселение упразднено, а все входившие в его состав населённые пункты были включены в городское поселение Килемары.

## Население
| 2010 | 2011 | 2012 | 2013 | 2014 | 2015 | 2016 |
| ---- | ---- | ---- | ---- | ---- | ---- | ---- |
| 400  | ↘398 | ↘370 | ↘344 | ↘322 | ↘314 | ↘311 |
| 2017 | 2018 | 2019 | 2020 | 2021 |      |      |
| ↘309 | ↘301 | ↘290 | ↗295 | ↘218 |      |      |

## Населённые пункты
В состав сельского поселения входили 6 населённых пунктов (деревень):
| № | Населённый пункт | Тип     | Население (чел.) |
| - | ---------------- | ------- | ---------------- |
| 1 | Большое Кибеево  | деревня | 150              |
| 2 | Большой Абанур   | деревня | 130              |
| 3 | Коктуш           | деревня | 24               |
| 4 | Малое Кибеево    | деревня | 40               |
| 5 | Мусь             | деревня | 27               |
| 6 | Средний Абанур   | деревня | 29               |